# Burgstall Löweneck
Der hochmittelalterliche Burgstall Löweneck bezeichnet den Rest einer abgegangenen Spornburg, die sich einst etwa 100 Meter über dem Tal der Naab auf einem Felssporn des Kühberges erhob.
Der Burgstall befindet sich südlich des Dorfes Penk in der Gemeinde Nittendorf im oberpfälzischen Landkreis Regensburg in Bayern. Die Anlage wird als Bodendenkmal unter der Aktennummer D-3-6937-0021 im Bayernatlas als „mittelalterlicher Burgstall "Löweneck"“ geführt. 
Die nach dem Jahr 1250 gegründete und von König Ludwig dem Bayern zerstörte Burg ist heute vollkommen abgegangen. Nur noch sehr wenige Reste wie ein Mauerzug eines turmförmigen Gebäudes, vielleicht des Bergfriedes, und weitere Grundmauerreste, die allerdings unter der Erdoberfläche liegen, sowie ein Wallgraben im Ostbereich des Burgstalls zeugen noch von ihr.

## Geographische Lage

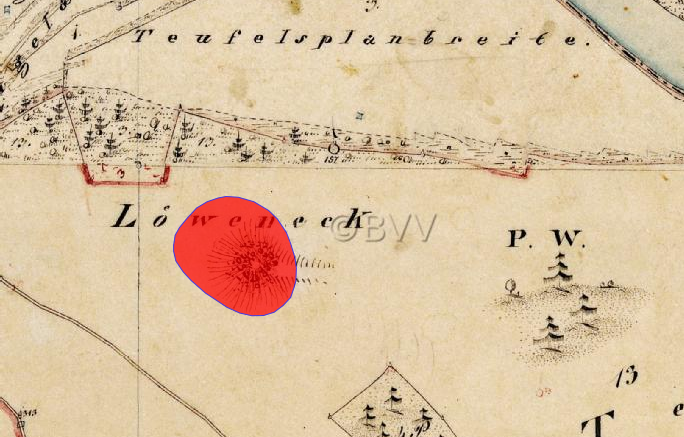
Lageplan des Burgstalls Löweneck auf dem Urkataster von Bayern

Der Stelle der ehemaligen Burg liegt im äußersten südöstlichen Bereich der mittleren Franken Alb, (Oberpfälzer Jura) auf der Spornkuppe eines Ausläufers des Kühberges in etwa 430 m ü. NN Höhe. Sie befindet sich etwa 500 Meter südlich der katholischen Filialkirche Sankt Leonhard in Penk und 1600 Meter nordwestlich von der katholischen Expositurkirche Sankt Michael in Etterzhausen oder circa 10 Kilometer westnordwestlich von Regensburg. 
Die Nordseite des Sporns ist als Prallhang von der Naab gebildet worden und fällt deswegen sehr steil, teilweise mit senkrechten Felsabstürzen ins Tal ab. Auch die West- und die Südseite fallen mit steiler Böschung in benachbarte kleinere Täler ab, so dass nur die südöstliche Seite des Spornes als Hauptangriffsseite infrage kommt. Diese Seite steigt leicht bis zur Hügelkuppe des Kühbergs an und musste deswegen mit einem Wallgraben geschützt werden.
In der Nähe befinden sich noch weitere ehemalige mittelalterliche Burgen, im unmittelbar benachbarten Deckelstein befand sich früher wohl ebenfalls ein Adelssitz, und wenige Kilometer Naabtal aufwärts stand einst die Burg Lichtenroth auf dem heute „Engelsfels“ genannten Sporn. Eine weitere Burg in der Nähe befand sich im nordöstlich gelegenen Pettendorf, und auch im Tal der Schwarzen Laaber westlich des Burgstalls Löweneck sind noch mehrere Burgruinen und Burgställe zu sehen.

## Geschichte

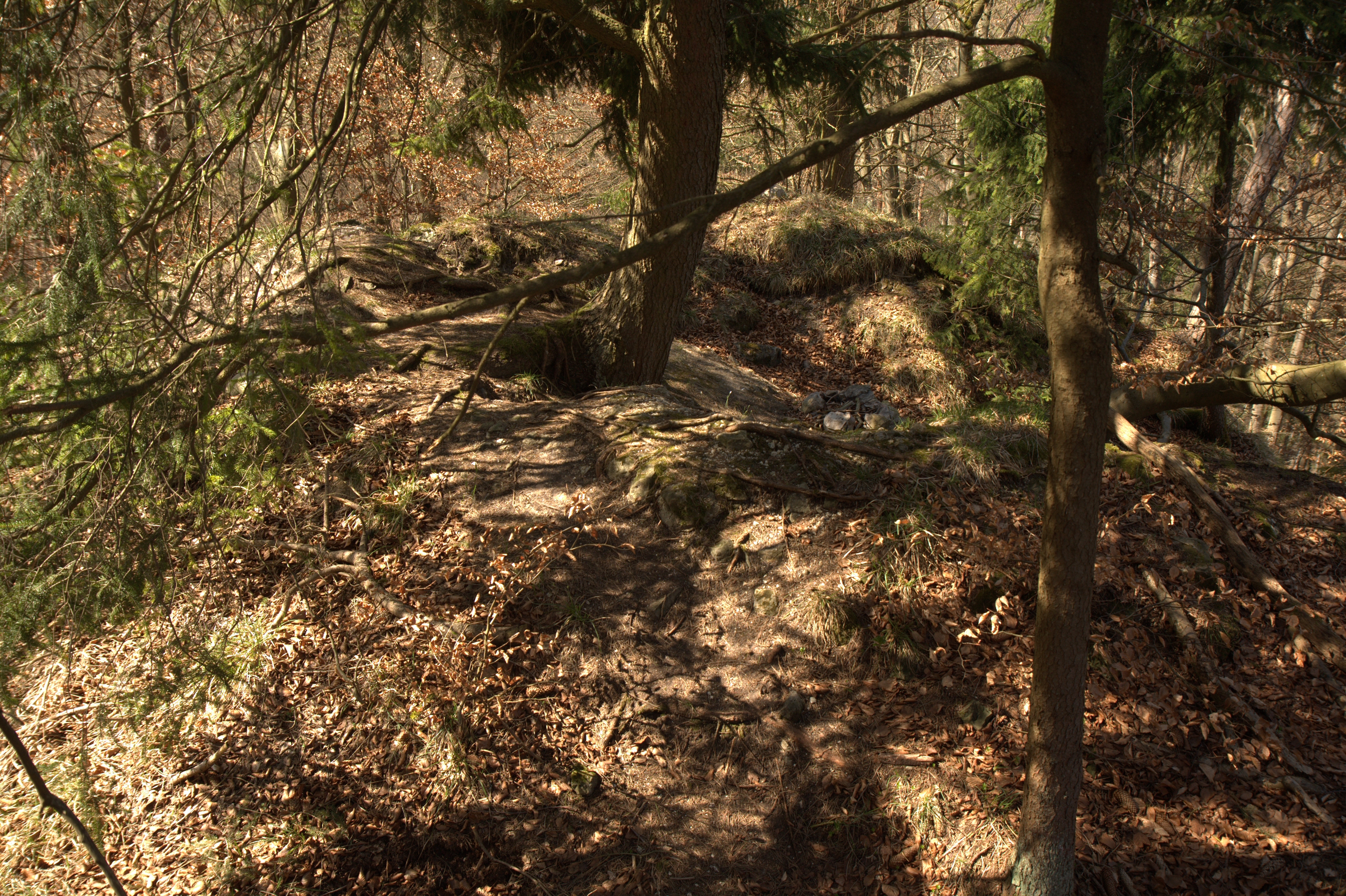
Bild 4: Grundmauerreste eines turmförmigen Gebäudes an der Nordwestspitze des Burgstalls

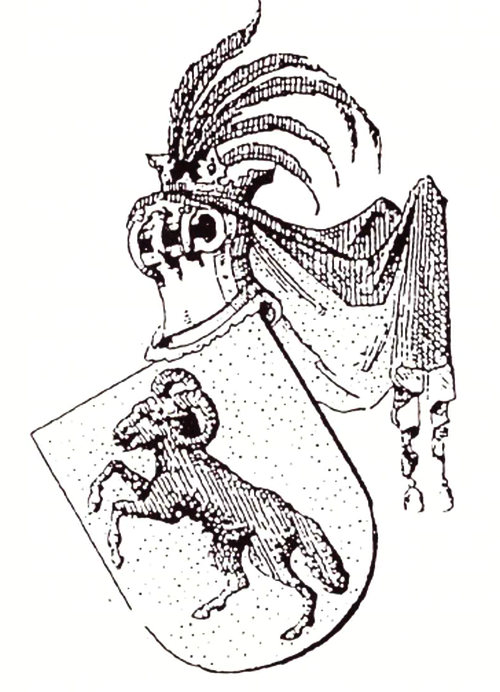
Stammwappen der Herren von Löweneck

Die erste historische Nachricht über die Burg Löweneck stammt aus dem Jahr 1277, als ein dominus Hugo de Leonekke als Urkundenzeuge für einen Güterverkauf an das Kloster Heilig Kreuz in Regensburg in Erscheinung tritt. Als Erbauer der Burg kommen wohl die Wittelsbacher infrage, der Zeitpunkt ihrer Erbauung wird um die Jahre kurz vor der Ersterwähnung der Burgherren liegen. Die Datierung von keramischen Lesefunden weist auch grob auf das Jahr 1300, ältere Keramik ist nicht darunter. Auch treten die Löwenecker nicht vor dem Jahr 1278 in Urkunden des 1240 gegründeten Klosters Pielenhofen in Erscheinung. Die Burgherren von Löweneck waren Ministeriale der bayerischen Herzöge, die auch die Lehensherren der Burg waren.
Aufgabe der Burg könnte die Kontrolle mehrerer Verkehrswege gewesen sein, die von Penk ausgehend durch das „Penker Tal“ nach Pollenried und Nittendorf und an der Burg vorbeiführend nach Etterzhausen und weiter nach Regensburg zogen. Außerdem Überwachten die Burgherren in herzoglichen Auftrag einen Flussübergang bei Etterzhausen.
Die Herren von Löweneck sind erstmals 1277 urkundlich genannt, damals hat dominus Hugo de Leonekke einen Gutsverkauf an das Kloster Hl. Kreuz von Regensburg bezeugt, in demselben Jahr schenkte der Hugo von Löweneck Felder an das Katharinenspital. Hugo von Löweneck war mit einer Gederaw (= Gertraud) verehelicht. 1285 schenkt die Gerdraut von Leweneck den Zehents eines Weingartens von Mariaort an die Regensburger Niederlassung des Deutschen Ordens. Für die Aufnahme seiner Tochter Jutta übergibt er an das Kloster Pielenhofen ein Gut in Nittendorf. Neben der Tochter werden noch die Söhne Eckardus und Fridericus genannt. Fridericus wird 1306 in einer Verkaufsurkunde genannt, Eckardus wird Nachfolger auf Löweneck. Bereits im Jahr 1306 wurde die Burg in einer Urkunde zum ersten Mal selbst erwähnt, als Herzog Stephan „seinem Diener Ekhart von Leonekk die Erlaubnis, seine Burg, sein Leut und gut, welche ihm nicht lehenbar und [d. h. sondern] eigen sind, den Klosterfrauen zu Pielenhofen oder wem er will zu verkaufen“ erteilte. Die Herzöge Rudolf und Ludwig stellten drei Jahre später dem Nonnenkloster Pielenhofen ein Privileg aus, in dem ihnen gestattet wurde, die Burg nach dem Tode des Löweneckers zu zerstören. Burg Löweneck wurde wohl als Bedrohung vom Nonnenkloster wahrgenommen.

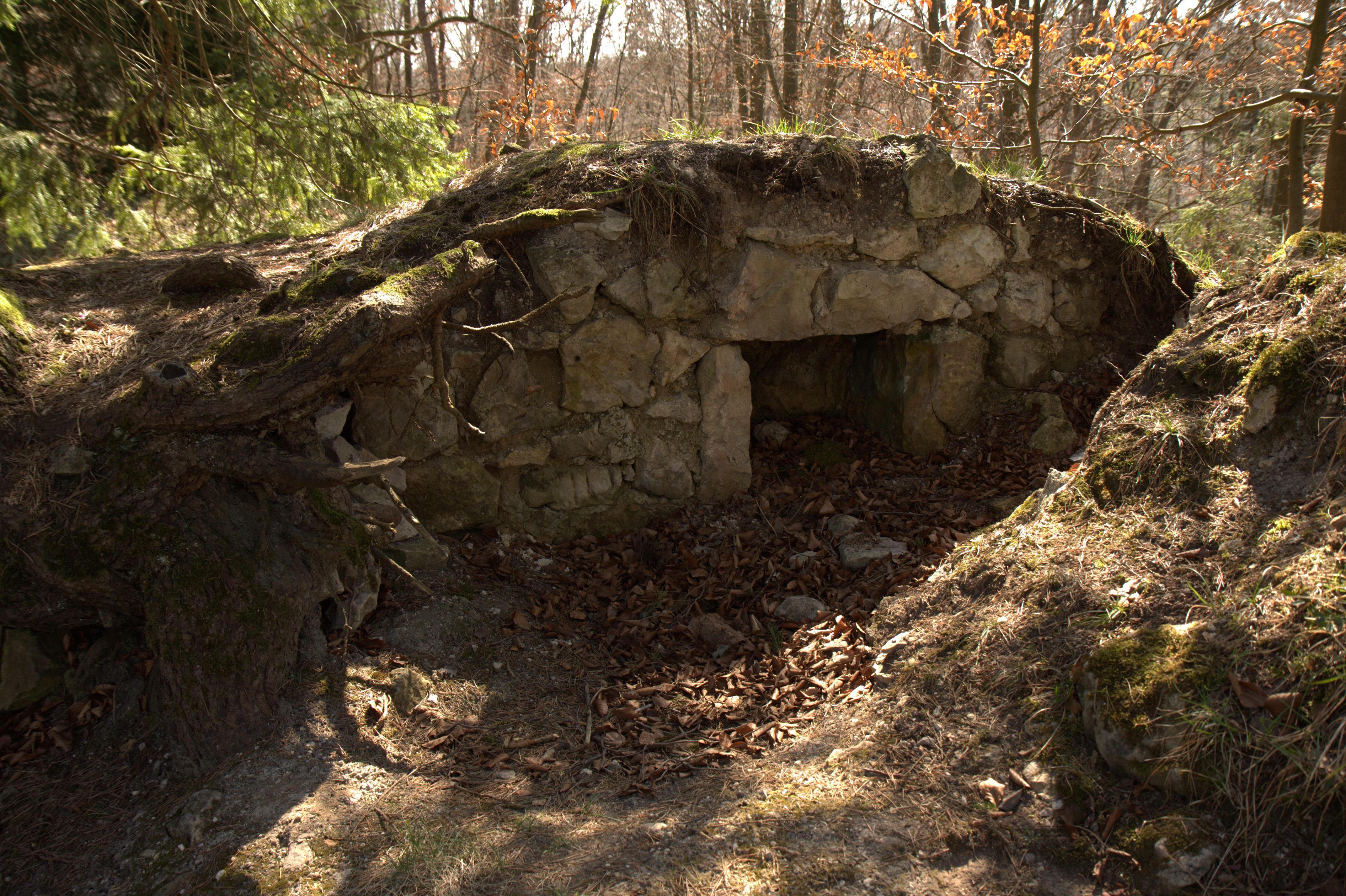
Bild 2: Letzter sichtbarer Mauerrest, vermutlich ehemaliger Bergfried

1312 wurde die Burg, das Dorf Penk und weitere Lehen von Eckard von Löweneck an Dietrich von Parsberg und an die Herren von Taxöldern verkauft. Die Parsberger konnten den Abriss der Burg aber nicht verhindern, 1316 befahl König Ludwig der Bayer, dass „die ober dem Kloster Pielenhofen gelegene und von ihm zerbrochene Veste Lewenecke nicht mehr erbaut werden soll“. Die Parsberger verzichteten anschließend auf ihre Besitzungen um den Burgstall, Dietrich von Parsberg verkaufte „den Burgstall zu Lebenekk mit dem Dorf Penkch“ samt Zugehör an das Kloster Pielenhofen für 345 Pfund Regensburger Pfennige.
Auf Bildkarten von Philipp Apian und Weinerus wurde die Burg in der 2. Hälfte des 16. Jahrhunderts noch als Ruine dargestellt.
In neuerer Zeit wurde der Burgstall durch Raubgräbereien in Mitleidenschaft gezogen, in den 20er Jahren des 19. Jahrhunderts wurde einer der Raubgräber, ein Bauernjunge, von einem Gendarmen deswegen erschossen: „…überraschten Gensdarmen dort Schatzgräber, und einen Bauernjungen, der entfliehen wollte, streckte dabei ein tödlicher Schuß zu Boden; wodurch die übrigen Zeit gewannen, zu entfliehen. Sie stürzten sich zwischen den Felsen hinunter und entkamen glücklich.“
Heute ist die Stelle der ehemaligen Burg dicht mit Wald bewachsen, von ihr ist nur noch der Wallgraben und ein kurzer Mauerzug, sowie einige überwachsene Grundmauerreste erhalten. 2008 wurde am Gelände des Burgstalls eine Informationstafel aufgestellt.
Der jederzeit frei zugängliche Burgstall ist durch einen vorbeiziehenden Wanderweg von Penk aus erreichbar. Dieser Wanderweg, der Regensburger „Burgensteig“, der durch das Naabtal führt, verbindet den Burgstall Löweneck mit dem Burgstall Lichtenroth, der Burg Wolfsegg, der Burgruine Kallmünz und dem Burgstall Kapellenberg bei Rohrbach.
Das vom bayerischen Landesamt für Denkmalpflege als „Mittelalterlicher Burgstall Löweneck“ erfasste Bodendenkmal trägt die Denkmalnummer D-3-6937-0021.

## Beschreibung

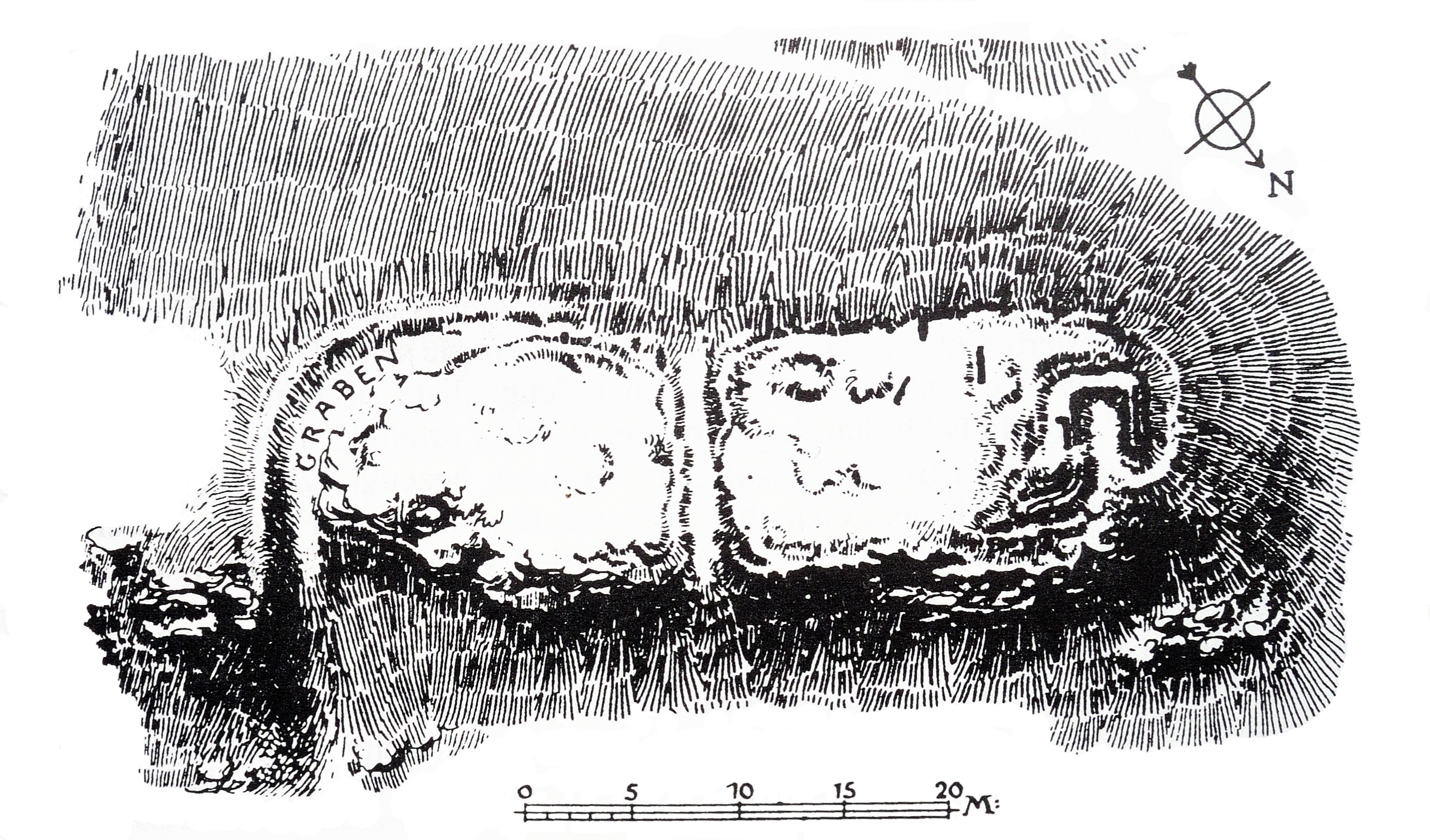
Bild 3: Älterer Grundriss des Burgstalls aus dem Jahr 1914

Die Stelle der abgegangenen Höhenburg befindet sich an der Spitze eines sich nach Westnordwest ziehenden Bergspornes, der im Norden steil, teilweise sogar mit senkrechten Felswänden in das Tal der Naab abfällt. Die Südseite des Sporns wird durch Steilabfall in ein kleines Klingental begrenzt, die Westseite fällt mit mäßig steiler Böschung in das sogenannte „Penker Tal“ ab.
Die von Natur aus am schlechtesten geschützte Seite im Osten zieht sich als ansteigender Bergrücken bis zum höchsten Punkt des 457,1 m ü. NN Meter hohen Kühberges fort, so dass hier zum Schutz der Burg ein Graben angelegt werden musste.
Die Fläche dieser zweiteiligen Spornburg ist von rechteckiger Form mit einer Länge von etwa 45 Meter und einer größten Breite von circa 15 Meter und teilt sich in eine Vorburg und in eine etwas höher liegende Hauptburg (Bild 3).
Die Vorburg lag wohl nicht wie bei den meisten Spornburgen direkt an der Hauptangriffsseite, sondern an der Spitze des Spornes. Durch den steilen Abfall des Geländes (Bild 1) waren hier keine Gräben nötig.
Die Fläche der Vorburg ist etwas größer als die der Hauptburg, sie maß etwa 25 × 15 Meter und hat eine rechteckige Form. Die gesamte Oberfläche ist sehr uneben (Bild 4), unter der Oberfläche befinden sich noch die Grundmauern von aus Stein gebauten Gebäuden. Die einzigen heute noch sichtbaren Mauerreste der Burg liegen an der äußersten Spitze der Vorburg, hier stand ein quadratisches, vermutlich turmförmiges Gebäude, von dem ein Rest einer Bruchsteinmauer mit Nische freiliegt (Bild 2, 5 und 6). Die Nordostseite dieses Turmes ist wohl durch Steinraub hangabwärts gestürzt (Bild 5). Unmittelbar südöstlich neben der Turmstelle befindet sich eine mit Bruchsteinen verfüllte Vertiefung, bei der es sich wohl um die ehemalige Zisterne handelt (Bild 7). Sie soll im 19. Jahrhundert durch „Schatzsucher“ entdeckt und freigelegt worden sein und wurde danach aber wieder zugeschüttet. Bei Nachgrabungen wurde dann noch verkohltes Holz entdeckt, woraus gefolgert wurde, dass die Burg durch Feuer zerstört wurde.
Der frühere Zugang zur Burg lag wohl an der Nordwestspitze des Burggeländes, direkt unterhalb des Turmes (Bild 1, auf der linken Seite des Hügels). Der steile Anstieg wurde vermutlich durch eine Treppe, die 1804 noch zu sehen gewesen sein soll, überwunden.
Ein Abschnittsgraben, der das Burggelände geradlinig von südwestlicher nach nordöstlicher Richtung teilt, trennte die Vorburg von der Hauptburg ab (Bild 8). Die Tiefe des Grabens beträgt von der Vorburg aus noch etwa 2 Meter, vom südöstlich gelegenen Hauptburgbereich noch etwa 3,5 Meter.
Auch das Gelände der Hauptburg ist sehr uneben, es finden sich Reste von Mörtel und Kalkbruchsteinen (Bild 9). Die Art der Bebauung ist ohne archäologische Untersuchungen nicht zu klären. Nach Nord- und Südosten (Bild 10 und 11) fällt das Gelände einige Meter senkrecht ab, nach Südwesten geht das Gelände in steilen Hang über.
Da der Bergsporn nach Südosten weiter ansteigt, musste ein Graben zum Schutz dieser bedrohten Seite angelegt werden (Bild 10 und 11). Dieser Halsgraben zieht sich vom Steilabfall des Geländes zum Naabtal in südwestliche Richtung und biegt dann um 90 Grad in nordwestliche Richtung um und läuft dann in einer Hangstufe aus. Dem Graben ist ein niedriger Außenwall vorgelegt.
Der Sage nach soll zwischen der Burg und der etwa 600 Meter östlich gelegenen „Räuberhöhle“ oder „Hohes Haus“ ein Geheimgang im Fels existiert haben. Wahr ist, dass sich direkt über der Höhle, auf der höchsten nordöstlichen Erhebung des Berges, ein Wachturm der Löwenegger befand zur Kontrolle des Naabtales. Vom Turm sind noch renovierte, bis zu einem Meter hohe Mauern vorhanden.

## Bilder

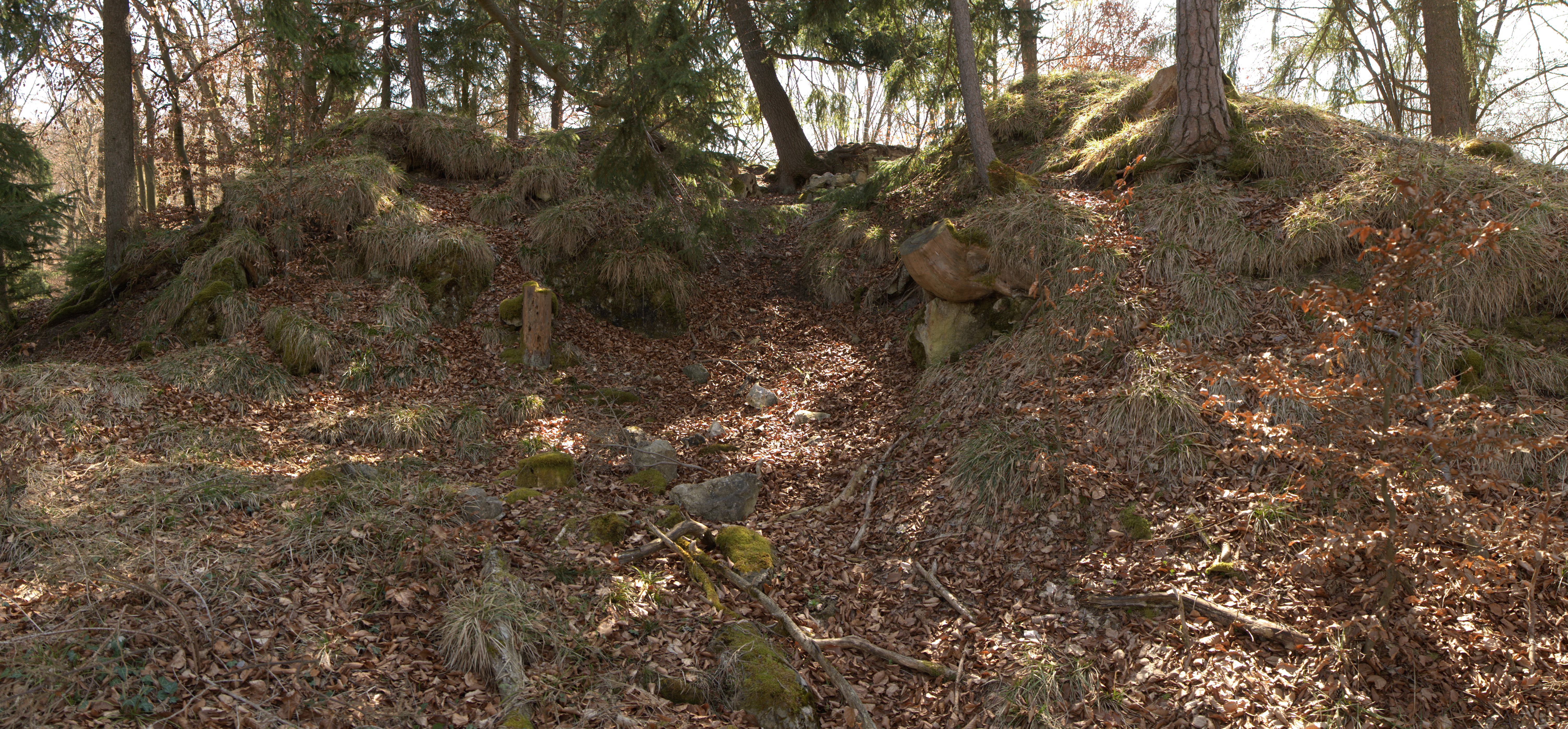
Bild 5: Turmstelle mit der abgestürzten Nordostseite aus nördlicher Richtung
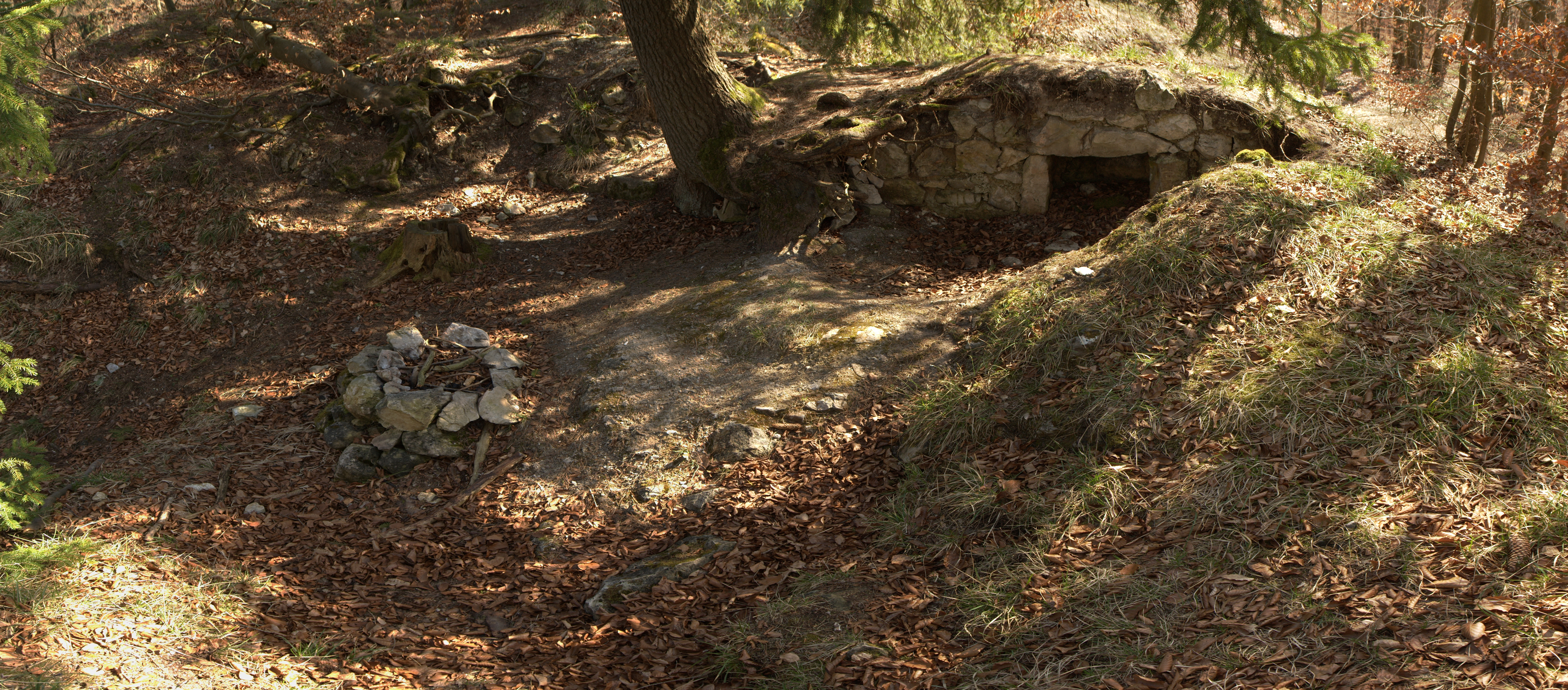
Bild 6: Turmstelle mit Mauerrest
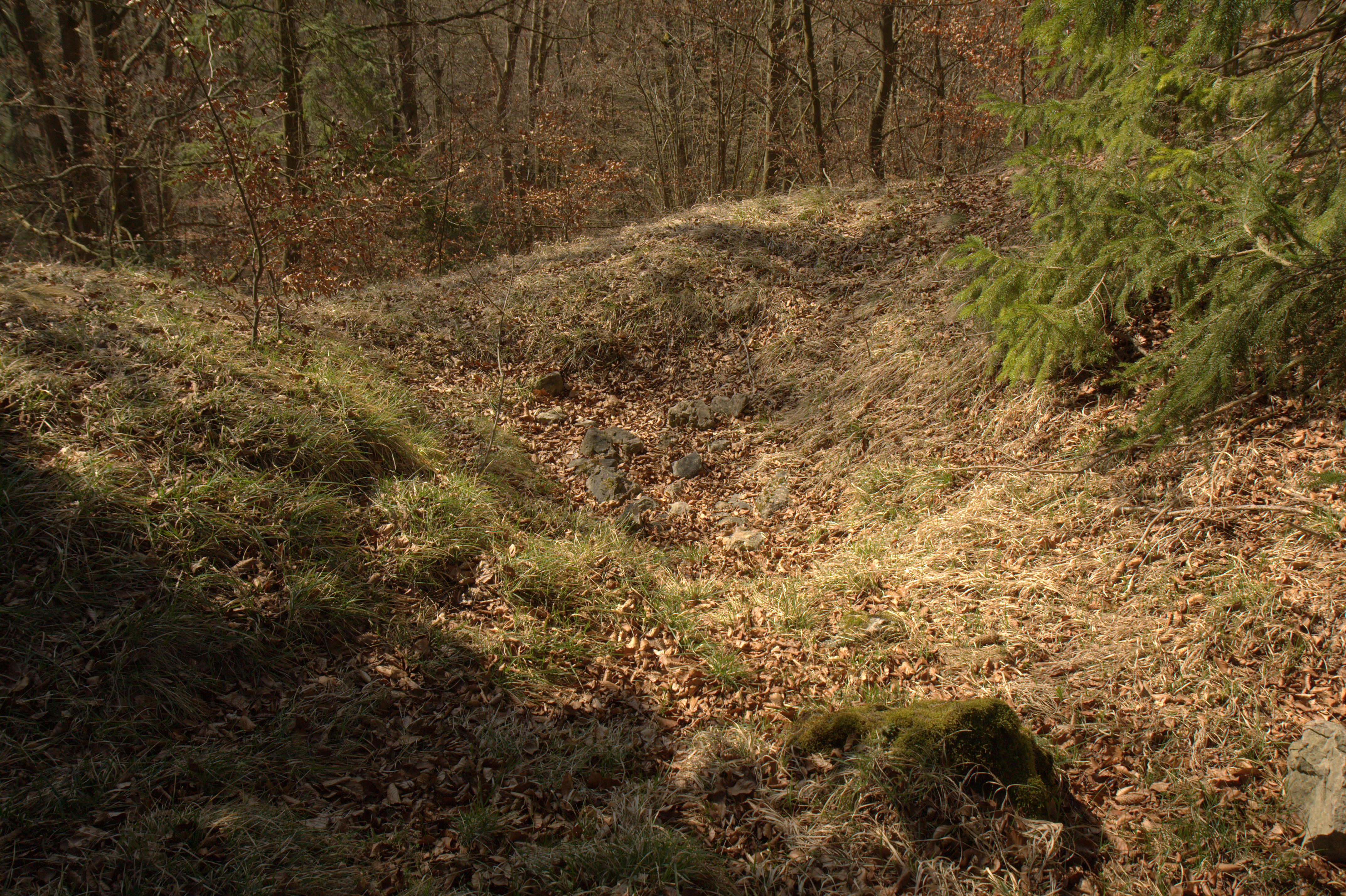
Bild 7: Stelle der Zisterne in der Vorburg
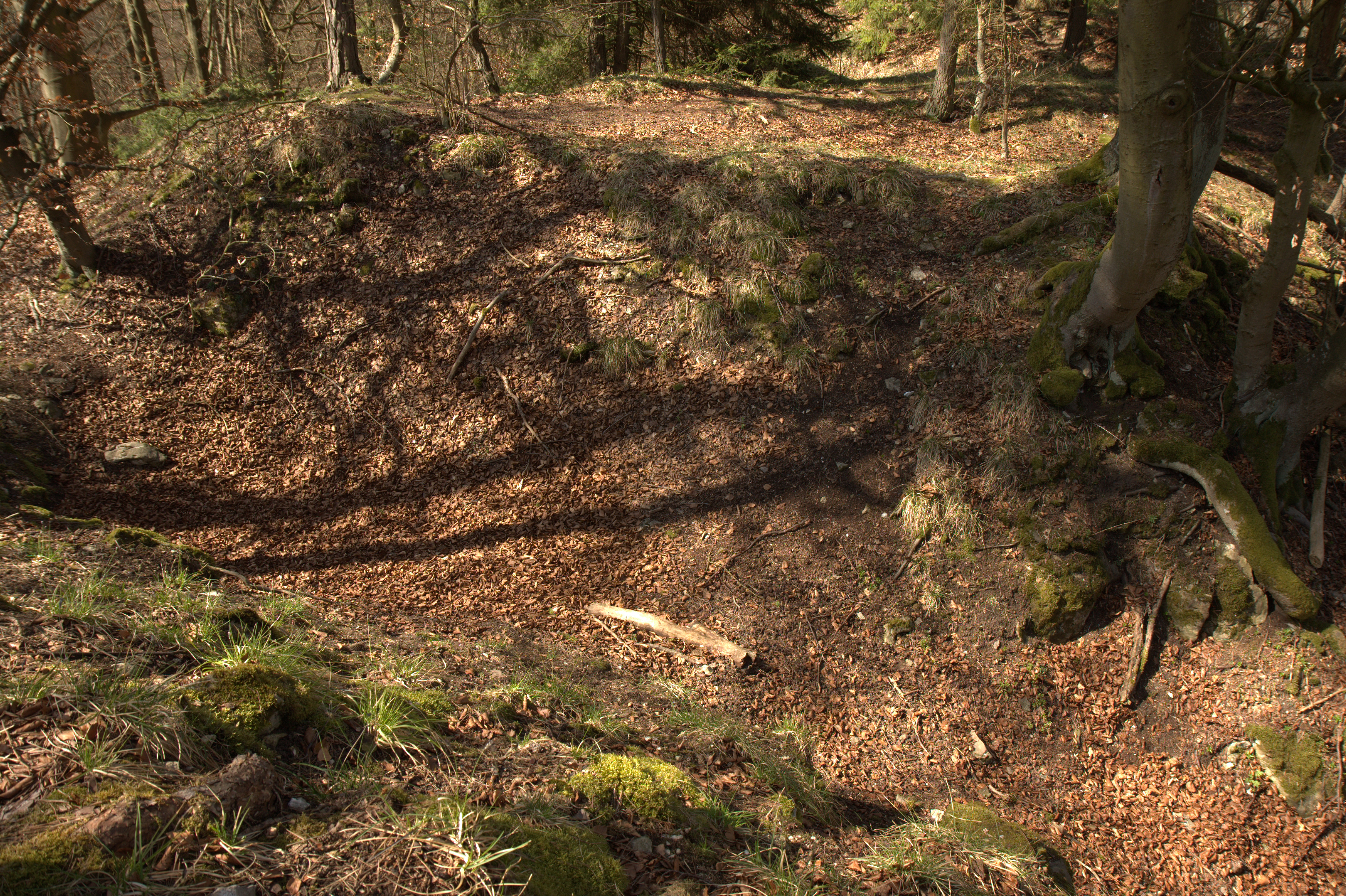
Bild 8: Blick in den Abschnittsgraben, hinten das Gelände der Vorburg
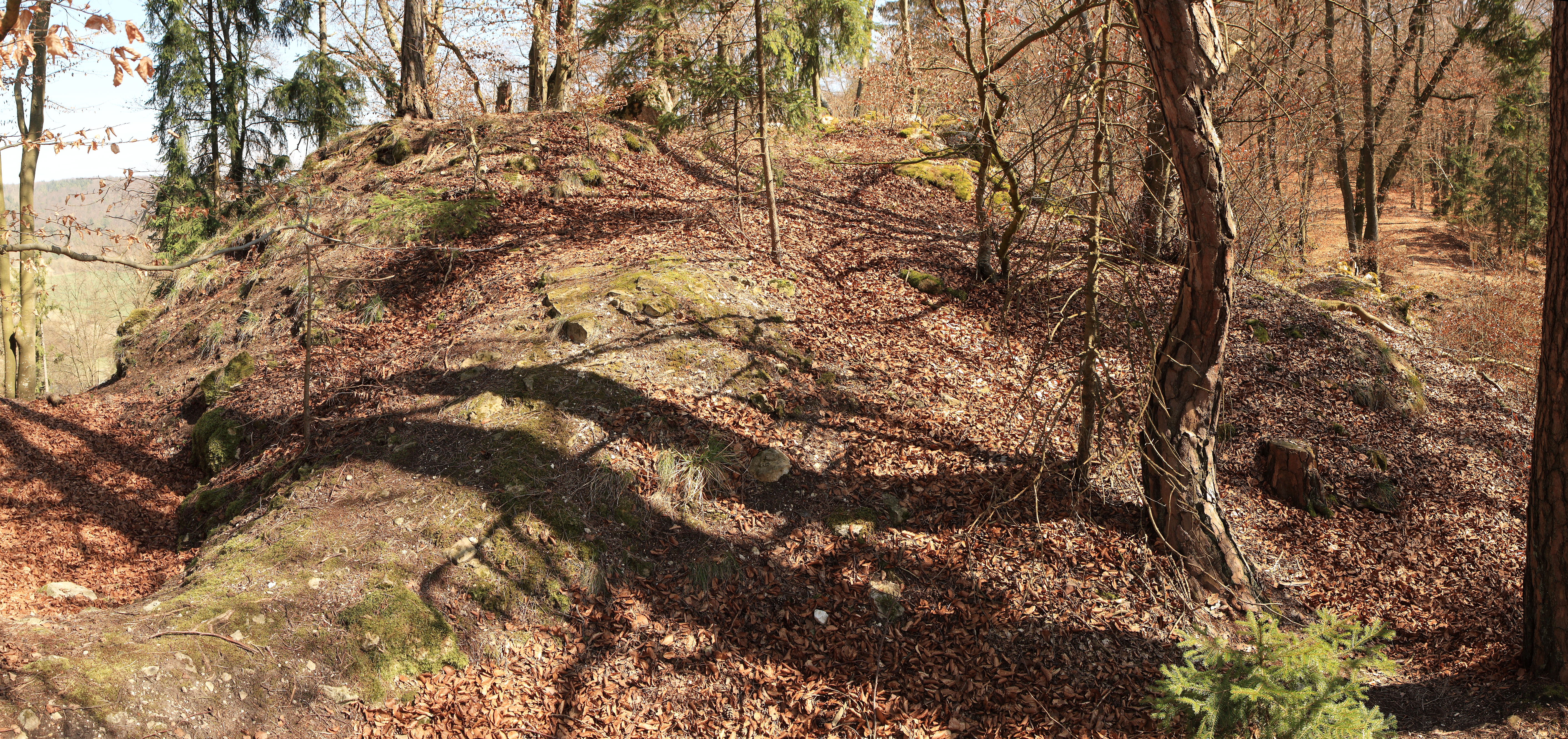
Bild 9: Ansicht der Hauptburg aus südwestlicher Richtung, links ist der Abschnittsgraben zu erkennen
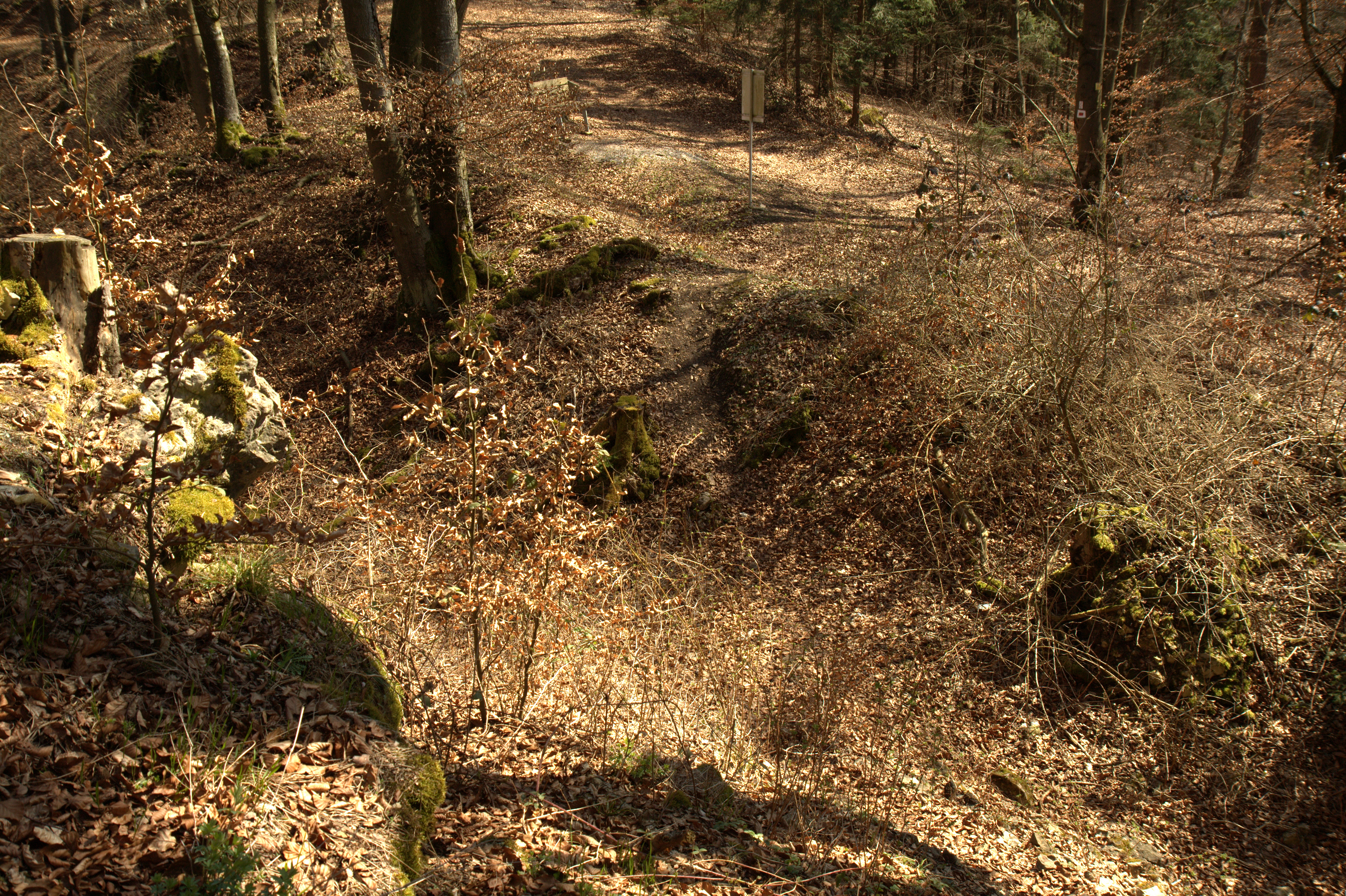
Bild 10: Halsgraben mit Außenwall von der Hauptburg aus
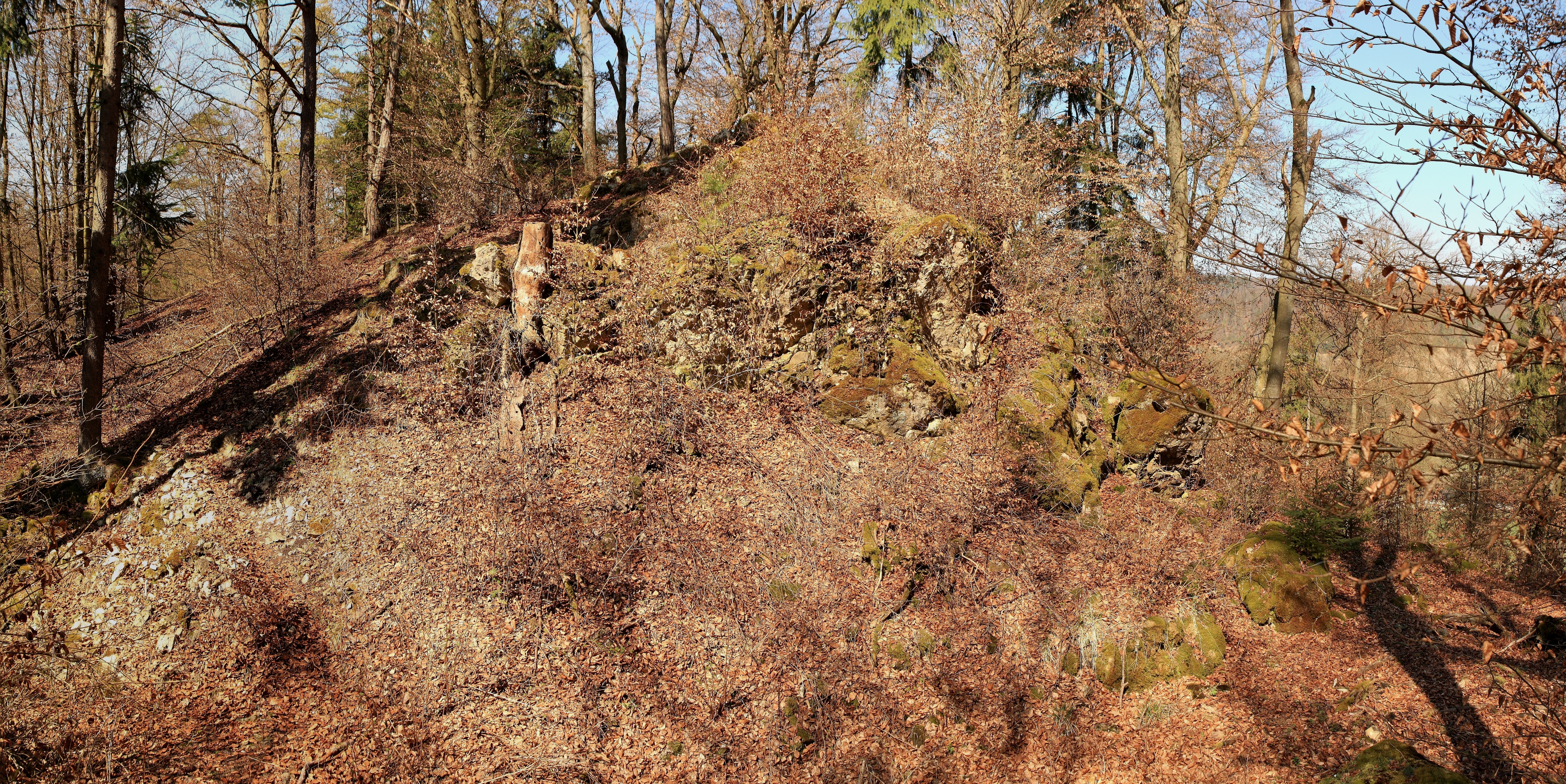
Bild 11: Ansicht des Burgstalls aus südöstlicher Richtung. Im Vordergrund der Halsgraben, dahinter die Felsen der Hauptburg